# 紅旗HQE

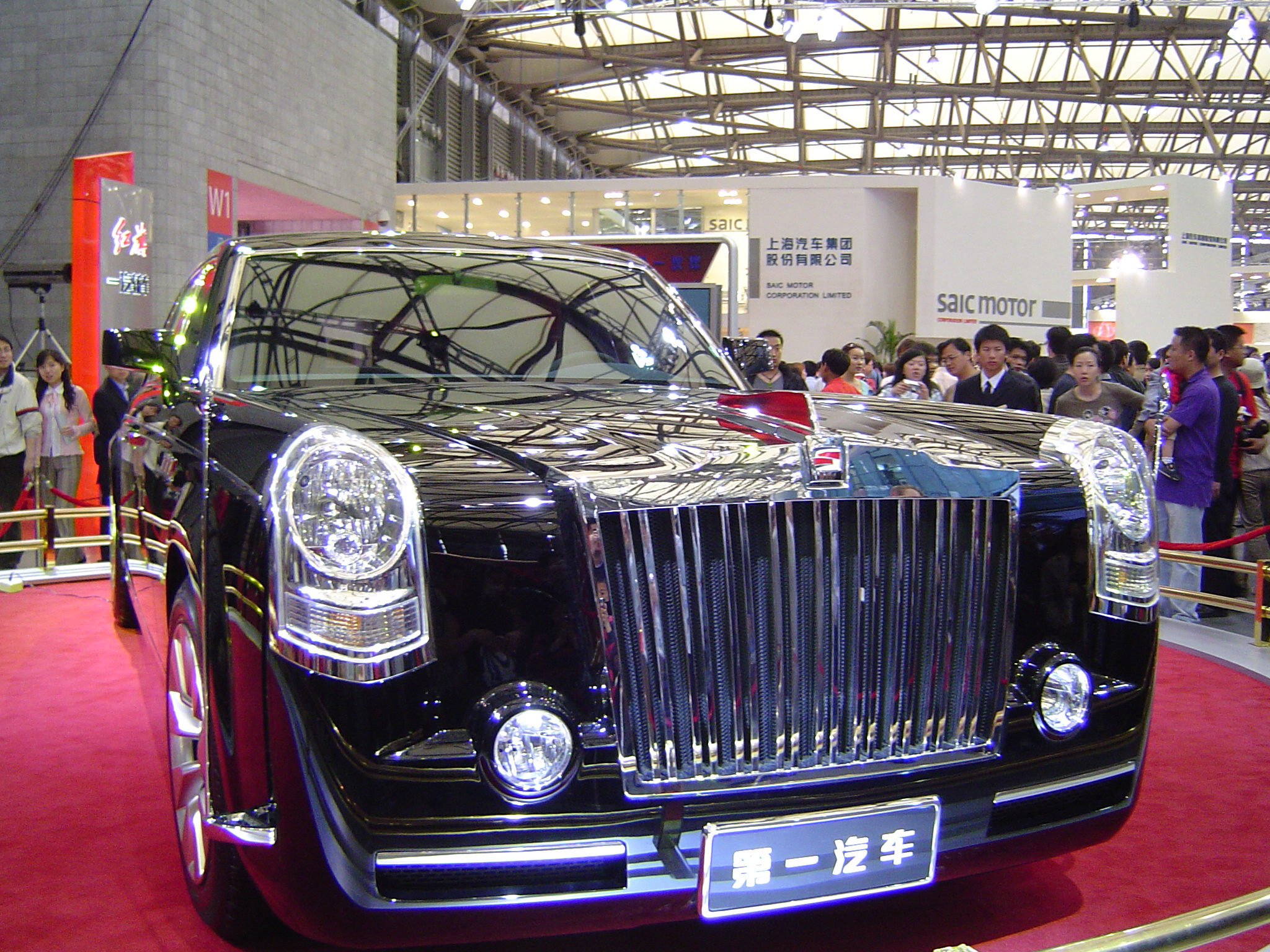
上海車展的红旗HQD(HQE)民用型

红旗HQE是中国第一款自主研发的V型十二缸发动机的豪华轿车，由中国第一汽车集团设计生产。作为红旗目前最顶级的车型，HQE将被用作高级国家礼宾用车。其阅兵车型号CA-7600J是2009年10月1日举行的中华人民共和国国庆60周年庆典上，中共中央军委主席胡锦涛的阅兵座驾（该检阅车的车牌号码为京V02009）。
红旗HQE在研制之初参考了劳斯莱斯幻影的车身结构并作出很大改动。2006年一汽将红旗HQD更名为HQE，特意强调其独创的E级轿车定位，该车拥有比D级车劳斯莱斯幻影和迈巴赫62更大的外形尺寸。内部采三排座布局，中排设有折叠座椅和电动升降隔音玻璃。

## 外观
整车采用全手工制造，全铝车身轻量化设计，适度体现小比例侧车窗、短前悬、小尾窗、长发动机罩，外观及细节都蕴涵着中国式的尊贵。在继续发扬三面红旗侧标的同时，并採简化風格修飾，赋予三面红旗侧标实用性的發光侧转向灯功能。
造型上继承了第一代红旗前高后低的船型车身、对开式车门以及3排侧窗的造型，保留了传统的扇形面罩还在栅格的设计中融入中国传统建筑文化中的"九梁十八柱"的寓意；车灯设计上延续了老大红旗的圆灯和筒状翼子板造型，对老红旗的立式宫灯状尾灯造型进行创新，通过前后贯通线条与前大灯整体呼应；继承老红旗后部造型的同时又进行局部调整，隐含天安门形象，后排照板透明封闭整体感强烈，车头两侧的旗杆以飘扬的火焰的创意进行美化，把底座形体融入整车造型设计。

## 性能
採用自家製造的中國首台V型12缸发动机，型號為CA12GV，總排氣量為5,985cc，额定功率為300KW/5,600rpm，最大扭矩為550Nw/4,000rpm。

## 造价
红旗HQE与劳斯莱斯幻影、迈巴赫62同属一个级别，售价估计在300万元人民币左右。

## 车牌号码
中华人民共和国国庆60周年庆典上胡锦涛阅兵座驾的车牌号码是京V02009，其中“京V”是2004式军牌，一般归中央警卫局使用。2009则代表此次阅兵举行的年份——2009年。

## 民用版
一汽已經確定生產民用版HQE，外型以及機械均與阅兵版相同，於2013年上市，型號為L9，另外還有短陣版L7。